# Inda

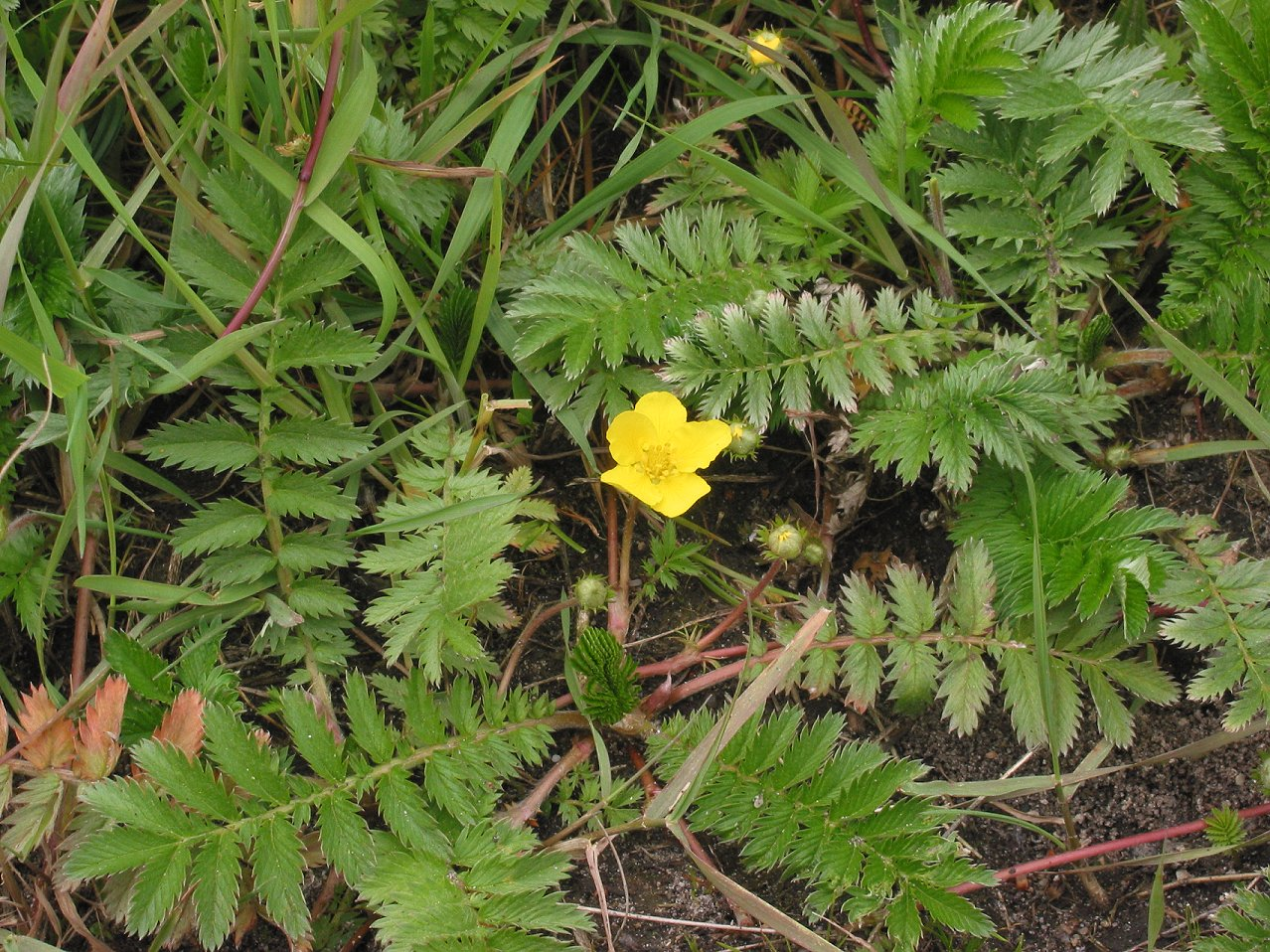
Libapimpó

Az inda (stolo) egy vékony, hosszú szártagú módosult szár. Növekedése horizontális. A szárcsomókon gyökereket képez, így az ivartalan szaporodás fontos eszköze. Indázó növény például a szamóca vagy a kerek repkény.
Az inda speciális föld alatti változata a tarack (stolo subterraneus).